# 勒韦尔蒙 (孚日省)
莱弗尔蒙（法語：Le Vermont，法語發音：[lə vɛʁmɔ̃] ⓘ）是法国大東部大區孚日省的一个市镇，属于孚日圣迪耶区。

## 地理
勒韦尔蒙（48°23'12"N, 7°3'26"E）面积4.41 平方千米，位于法国大東部大區孚日省，该省份为法国东北部内陆省份，北起默兹省和默尔特-摩泽尔省，西接上马恩省，南至上索恩省和贝尔福地区省，东临上莱茵省和下莱茵省。
与勒韦尔蒙接壤的市镇（或旧市镇、城区）包括：索叙尔、贝尔瓦勒、格朗吕、勒皮、圣斯泰。

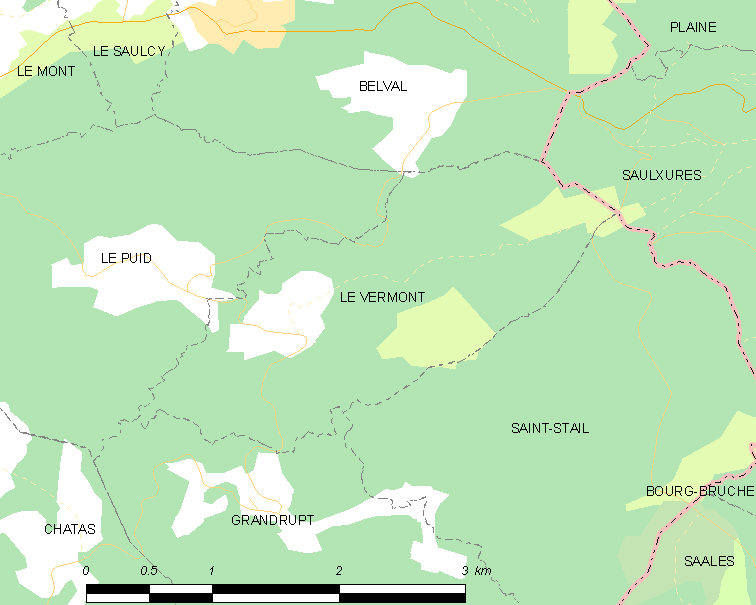
的OSM定位图

勒韦尔蒙的时区为UTC+01:00、UTC+02:00（夏令时）。

## 行政
勒韦尔蒙的邮政编码为88210，INSEE市镇编码为88501。

## 政治
勒韦尔蒙所属的省级选区为拉翁莱塔普县。

## 人口

1962-2008年间人口变化图示

勒韦尔蒙于2022年1月1日时的人口数量为73人。